# Història de la literatura
La història de la literatura estudia l'evolució de la literatura al llarg del temps, des de les primeres manifestacions orals fins a l'actualitat. Estudia tant els diferents moviments literaris en relació al seu context com les obres més importants de cada període i llengua.
El terme història de la literatura es refereix a una de les tres disciplines de la ciència de la literatura, aquella que se serveix del punt de vista diacrònic i s'insereix tant en aquesta sèrie disciplinària literària de la filologia com, en segon lloc, en la historiografia especial o per conceptes. La història literària s'ocupa de l'estudi dels textos literaris, entenent per aquests els ja eminentment artístics o bé en sentit general els textos de cultura, art i pensament, o definibles, segons certa crítica, com "altament elaborats". La disciplina, tan antiga com la cultura humanística, va aconseguir a finals del segle xviii la seva culminació com a "Història Universal de la Literatura", de caràcter comparatista al mateix temps que totalitzador de les diferents branques de les lletres i les ciències, en correspondència amb el concepte il·lustrat de literatura, en l'obra pionera de l'humanista valencià Joan Andrés. Per la seva banda, al segle xix va tenir lloc la gran i múltiple elaboració de les literatures nacionals, constituïdes a partir del criteri de llengua. La historiografia literària manté una necessària relació estable i de complementarietat amb la crítica literària i la teoria de la literatura, igual que amb la metodologia comparatista en la mesura en què superi la concepció limitada de literatura nacional o accedeixi a alguna determinació d'objecte cultural més extens que el de llengua o a algun projecte d'universalitat.

## El naixement de la literatura

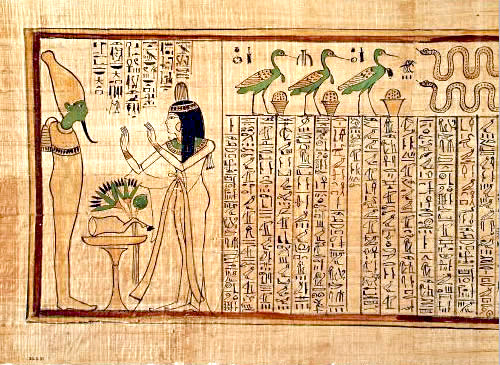
Fragment del Llibre dels morts

La literatura va néixer com la transmissió oral de relats i poemes relacionats amb la mitologia, així com amb la recreació dels esdeveniments més importants per entretenir una audiència. Aquestes històries s'explicaven a vegades amb ajuda de dibuixos, acompanyament musical o coreografies per donar major sensació de realisme.
Els primers textos conservats són el Llibre dels morts i l’Epopeia de Guilgameix, originats a les primeres grans civilitzacions: Mesopotàmia i Egipte. Altres mostres de la literatura primigènia són el poema Enuma Elix i els relats jueus que donarien lloc al Pentateuc. La primera persona coneguda amb nom propi com a autor literari és una dona, Enheduanna (segle XXIV aC).
Moltes de les obres d'aquesta primera època s'han perdut perquè mai es van arribar a transcriure o perquè es van cremar o perdre. Destaca la destrucció de la Biblioteca d'Alexandria, per la quantitat i la vàlua de les obres que contenia.
A Orient i Extrem Orient també aparegueren obres molt antigues difícils de datar, com els Vedes a l'Índia (potser començats a redactar cap al 1800 aC) o el Yijing (iniciat vers el segle XI aC) a la Xina.

### Literatura mesopotàmica
La literatura mesopotàmica engloba el conjunt d'escrits fets a l'antiga Mesopotàmia, que comprèn les cultures sumèria, assíria i babilònica. Es conserva en tauletes d'argila, que formaven part d'un bon nombre d'arxius i biblioteques com la d'Assurbanipal, a Nínive, on hi havia més de vint mil texts. Hi ha una notable imprecisió cronològica pel que fa al període en què foren redactades les obres, ja que ens han arribat en còpies d'època molt posterior (el cas, per exemple, del Poema de Guilgameix).
Entre les característiques principals de la literatura mesopotàmica destaquen: 
- Preponderància de la poesia sobre la prosa
- Predomini de l'èpica i dels mites sobre els altres gèneres literaris;
- Presència omnímoda de la religió en l'obra literària a causa de la seva importància en la vida; *Obsessió per la immortalitat i per la vida en el món inferior;
- Anonimat de l'obra literària.

#### Gènere èpic
Un dels gèneres més importants és l'èpica. Dels sumeris tenim tres composicions centrades entorn de la figura històrica de Guilgameix, rei d'Uruk: 
- Guilgameix i Agga, que descriu la seva lluita del primer amb el segon, rei de Kix;
- Guilgameix i el País dels vius, sobre la recerca de la immortalitat;
- La mort de Guilgameix.

Pel costat babilònic, hom disposa de tres obres mestres:
- el Poema de la Creació o Enuma Elix, que narra la creació de l'home.
- el Poema o Epopeia de Guilgameix, compost de dotze tauletes
- el Poema d'Atrahasis, que tracta dels pecats de l'home i el seu càstig amb pluges i diluvi.

De caràcter també èpic són una sèrie de narracions històriques assíries, entre les quals destaquen 
- el relat de la victòria d'Adad-nirari I (1307-1275 aC) sobre Nazimaruttash
- el triomf de Tukulti-Ninurta I (1244-1208 aC) sobre el també cassita Khastiliaš IV.

#### Gènere mític
La influència de la religió en la literatura mesopotàmica, en general, esdevé aclaparadora en el cas dels mites.
Relats sumeris: 
- Enki i Ninhursag, qualificat de mite del Paradís;
- Dumuzi i Enkimdu, on es narra una situació similar a la de Caín i Abel;
- el Descens d'Inanna al món inferior, prototip del Descens d'Ištar dels babilonis.

Relats Babilonis:
- La Creació de l'home per la deessa Mare, feta a base d'argila barrejada amb la carn i la sang d'un déu;
- el Mite d'Adapa, que insisteix en el tema de la immortalitat;
- el Mite de Nergal i Ereškigal,
- el Descens d'Ištar al món inferior;
- el Mite de Zu (robatori de les tauletes del destí per aquest déu ocell) i
- el Mite d'Etana, l'home que pujà al cel damunt el llom d'una àguila per buscar-hi la "planta de vida".

### Literatura de l'antic Egipte

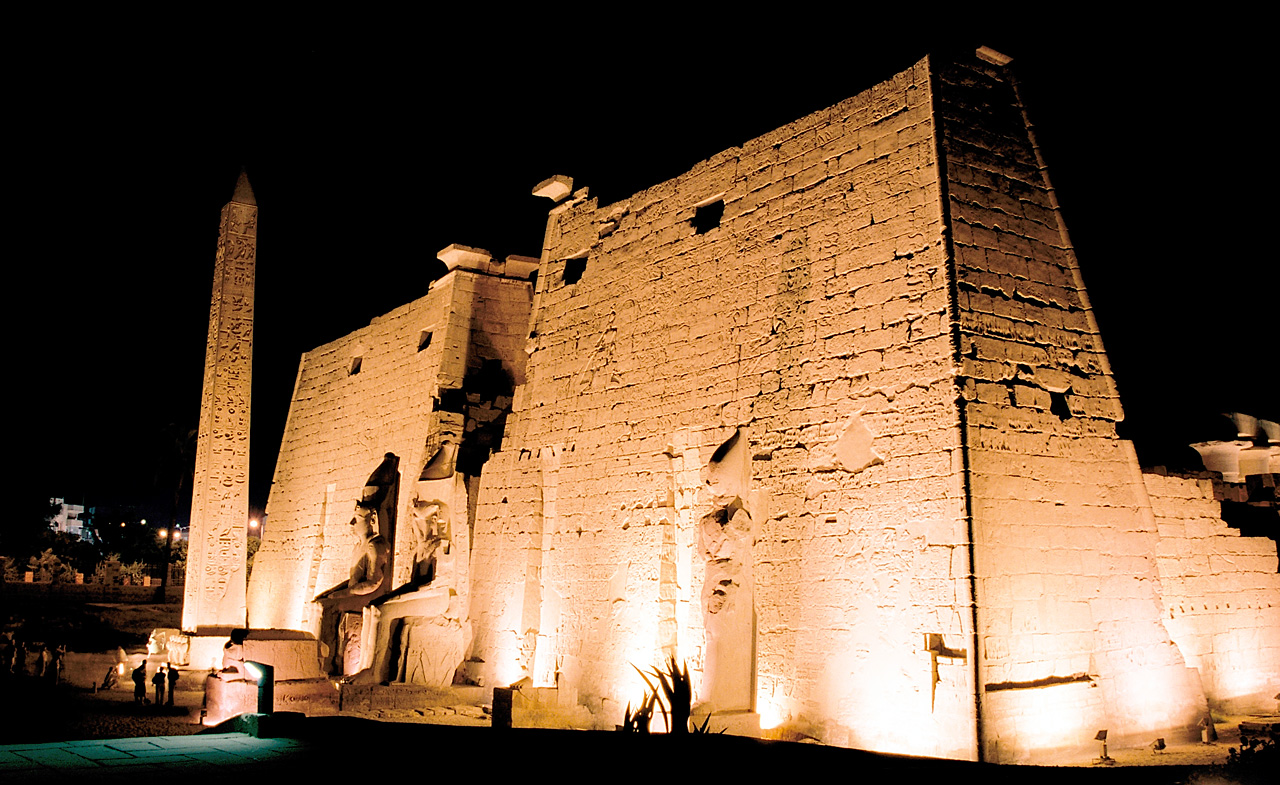
Temple de Luxor.

La literatura de l'antic Egipte que ha arribat fins a l'actualitat i ens mostra l'esplendor d'aquella època s'ha conservat gràcies al fet que està gravada a temples i tombes, i que els papirs que la recullen estaven guardats i segellats en les tombes, protegits. La literatura egípcia arribà a la seva esplendor amb la Història de Sinuhé i els Texts dels Sarcòfags. La llengua egípcia antiga, que és una branca de la família de llengües afroasiàtiques, fou una de les primeres llengües escrites, i es coneix per inscripcions jeroglífiques preservades en monuments i fulles de papir. El copte, l'única llengua descendent de l'egipci, és en l'actualitat el llenguatge litúrgic de l'Església Ortodoxa Copta. El koiné, un dialecte de la llengua grega, fou parlat a Alexandria durant l'època ptolemaica, utilitzat en l'administració, en ambients filosòfics i culturals, essent posteriorment estudiat per erudits àrabs. A partir del segle vii, els invasors àrabs imposaren llur llengua, que és la parlada avui dia a Egipte.
La literatura egípcia antiga es remunta al Regne Antic, al tercer mil·lenni aC. La literatura religiosa es coneix millor, pels seus himnes a diversos déus i els seus texts funeraris. L'obra literària més antiga que ha arribat fins a l'actualitat és els Texts de les Piràmides: la mitologia i els rituals inscrits a les cambres funeràries de les piràmides de diversos faraons de l'Imperi Antic. Més endavant sorgí la literatura de texts seculars, com els texts sapiencials, en forma d'instrucció filosòfica. Les Instruccions de Ptahhotep, per exemple, és una col·lecció de proverbis morals escrits per un cortesà egipci.
També hi ha una àmplia col·lecció de papirs amb texts tècnics i mèdics, com els Papirs de Lahun sobre matemàtiques, tot i que n'hi ha de literatura recreativa, com el Papir Westcar, que conté una col·lecció de contes de la dinastia IV. Es conserven la Història del camperol eloqüent i la Disputa entre un home i el seu ba, coneguda també com a Diàleg del desesperat de la vida amb la seva ànima (segle XXI aC). Aquest darrer text sembla una mostra d'un gènere literari molt antic (hi ha expressions semblants a un escriptor anterior, Ipuur); ecos d'aquest gènere ressonen al molt posterior Llibre de Job hebreu. El desesperat exposa les amargors de la vida i la seva ànima intenta de rebatre'l exposant-li les bondats que té. En canvi, el Cant de l'arpista, gravat en moltes tombes de l'època, s'identifica amb l'ànima i busca una evasió a aquestes amargors.
Els autors de la literatura dels regnes Antic i Mitjà (mitjans del segon mil·lenni aC) semblen haver estat una elit de la classe administrativa, i foren celebrats a l'Imperi Nou (a finals del segon mil·lenni).

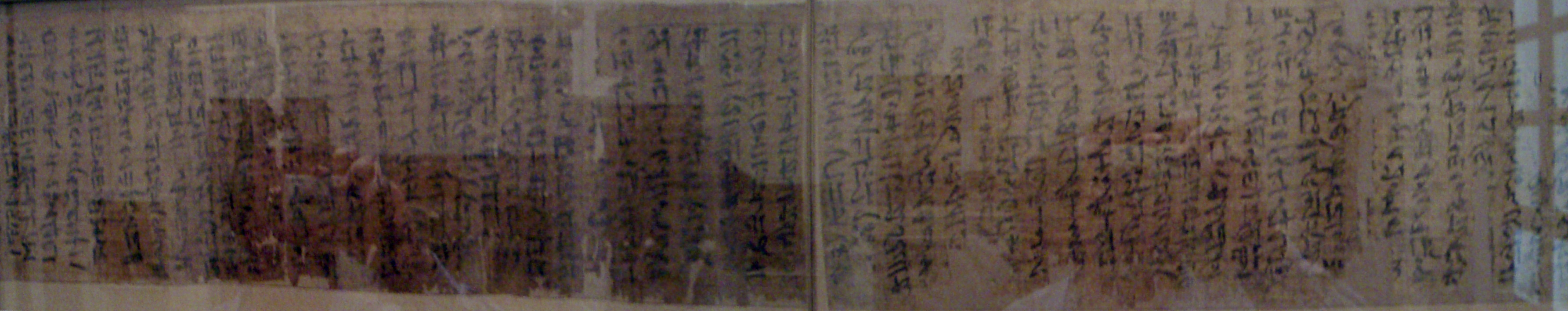
Disputa entre un home i el seu ba

Durant el Primer Període Intermedi, fundant-se en els Textos de les Piràmides, sorgiren els Textos dels Sarcòfags i, finalment, la literatura del Més Enllà produí la seva obra més cèlebre, el Llibre dels Morts, durant l'Imperi Nou, època en què s'escrigueren també els Papirs de Berlín. L'Imperi Nou fou el segle d'or de la literatura egípcia. Entre els texts notables s'hi inclouen la Profecia de Neferti, les Instruccions d'Amenemhat, la Història de Sinuhé, la del Mariner Nàufrag, datada cap al segle XVIII aC, i que sembla ésser l'antecedent no només de la literatura d'Ulisses entre els faecis que es mostra a l'Odissea d'Homer, sinó també de la història de Sindbad que apareixerà més reelaborada a Les mil i una nits; la del Camperol eloqüent, o la de la narració de La presa de Iapu (Jaffa).

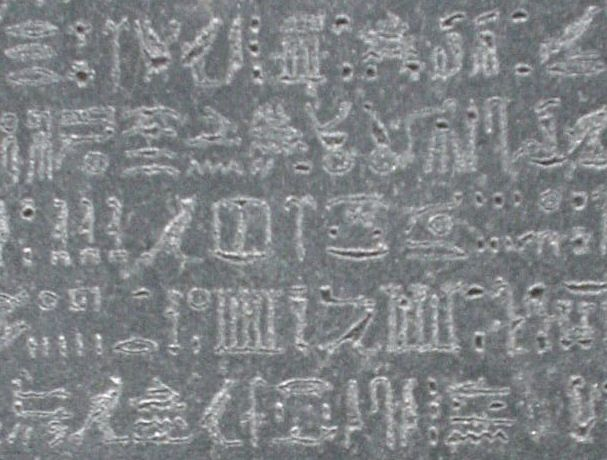
Fragment de la Pedra de Rosetta.

Les instruccions arribaren a ser un gènere literari popular a l'Imperi Nou, prenent la forma de consells per seguir la conducta apropiada. La Història d'Unamon, el Poema de Pentaur i les Instruccions d'Anos són els exemples més coneguts d'aquest període.
Durant el període grecoromà (del 332 aC al 639), la literatura egípcia fou traduïda a altres llengües, i la grecoromana es fongué amb l'art natiu en un nou estil d'escriptura. D'aquest període prové la Pedra de Rosetta, que arribà a ser el text clau per poder desxifrar els misteris de l'antiga escriptura egípcia.

#### Sistemes d'escriptura
Els jeroglífics foren un sistema d'escriptura ideat i emprat pels antics egipcis des de l'època predinàstica fins al segle iv, i representen tant ideogrames com fonogrames.
Hi ha tres tipus bàsics d'escriptura: jeroglífica, hieràtica i demòtica, aquesta última corresponent al període tardà de l'antic Egipte. Els documents més antics coneguts foren trobats a la tomba del sobirà predinàstic Horus Escorpí II, trobada l'any 1997 a Umm al-Qa'ab, a Abidos, datats mitjançant carboni-14 entre el 3300 i el 3200 aC, i l'última està datada el 24 d'agost de 394 al temple d'Isis, a Files.

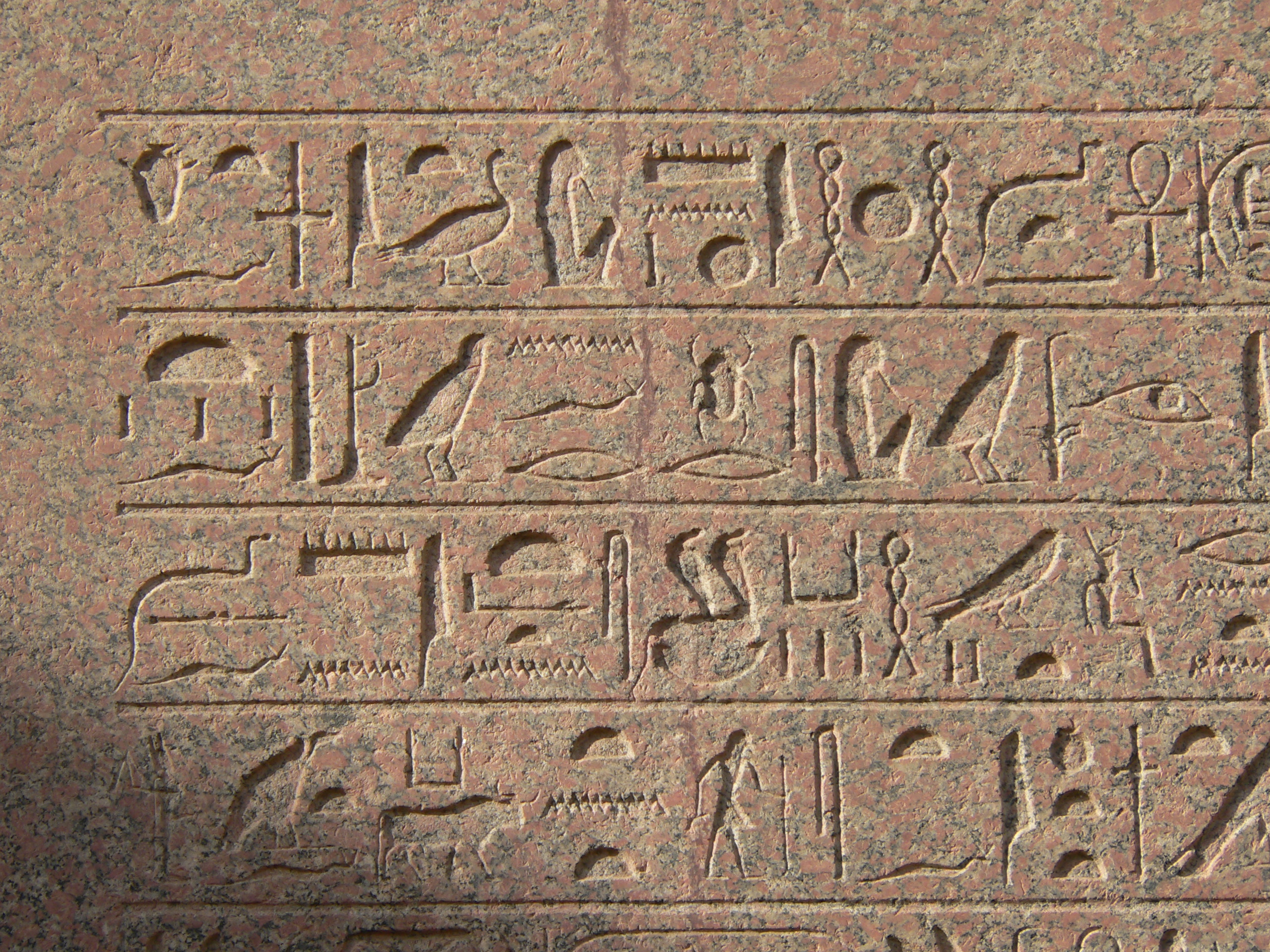
Escriptura jeroglífica.
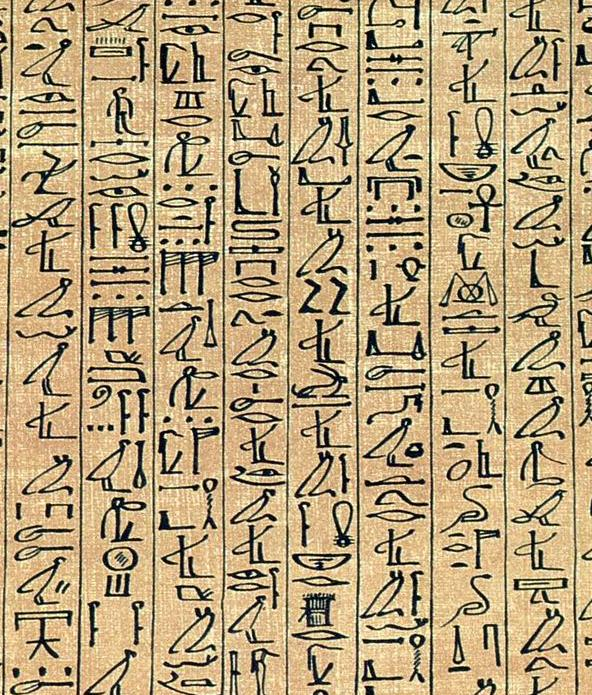
Escriptura jeroglífica cursiva.
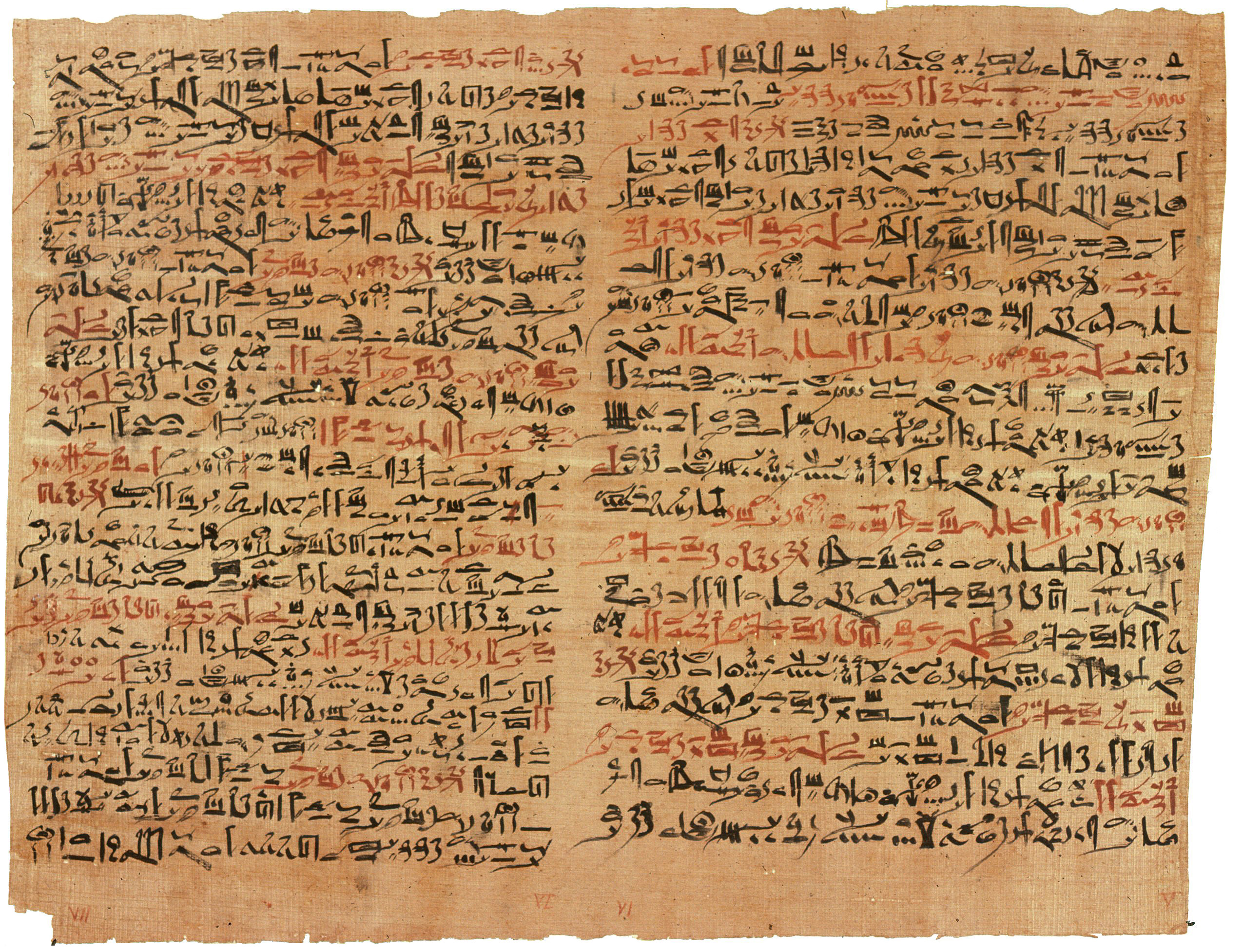
Escriptura hieràtica.
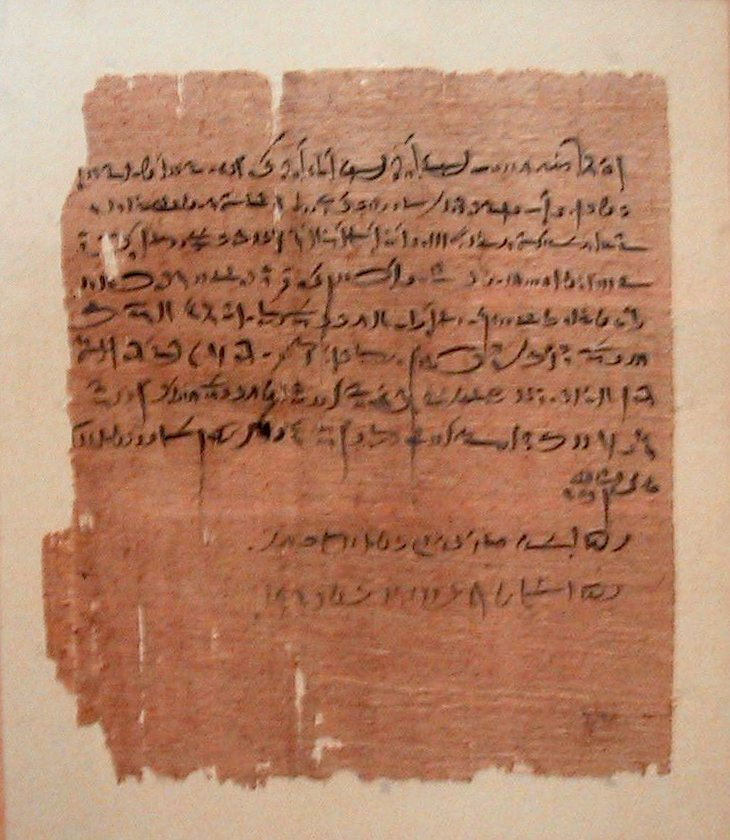
Escriptura demòtica.

## Literatura antiga
Per convenció, es considera que la literatura antiga occidental comença amb les grans obres d'Homer, probablement la versió escrita de nombroses llegendes que s'havien transmès oralment durant generacions. Aquest autor, pare de la literatura grega, es considera el primer escriptor del cànon occidental, imitat pels romans i pels admiradors de l'Època Clàssica. Amb la literatura antiga neix el concepte de gènere literari i els primers autors reconeguts.
Contemporànies són la literatura índia, amb els texts èpics com el Ramayana, i la literatura clàssica xinesa, amb les compilacions poètiques de Lao Zi o els anomenats 'clàssics xinesos'.

### Literatura grega antiga

#### Poesia èpica
Les primeres obres destacables, que seran el model de tota la literatura grega posterior, són els dos poemes èpics d'Homer, La Ilíada i l'Odissea. En ells es narren episodis de la Guerra de Troia i la tornada dels herois a casa, usant part dels mites de l'època arcaics i forjant epítets i fórmules que esdevindran clàssics. D'una època similar és Hesíode, que també barreja èpica i mitologia, però amb una presència més clara de l'autor.

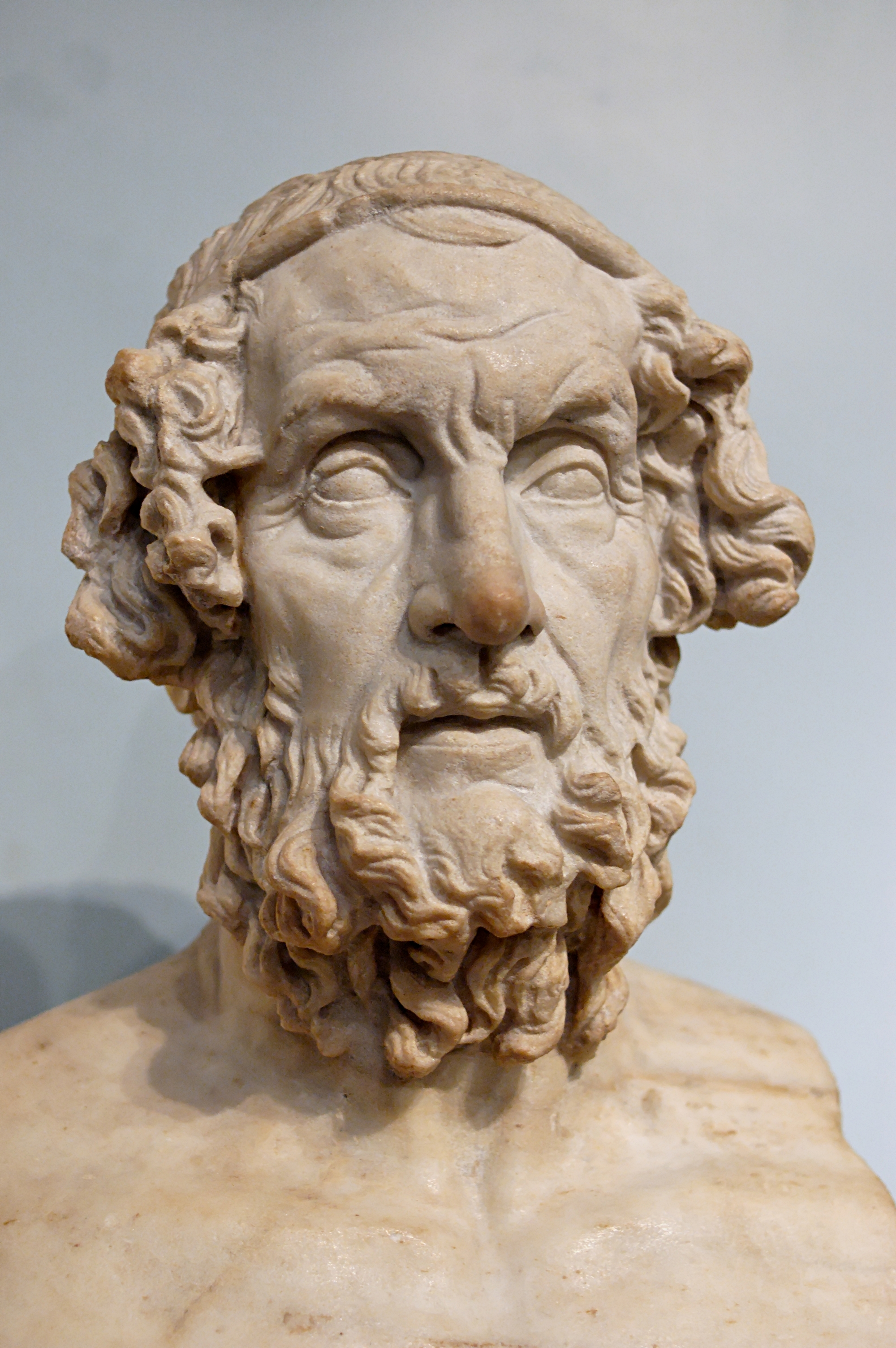
Bust d'Homer

#### Poesia lírica
L'elegia és el primer gènere del qual es conserven obres, com les d'Arquíloc de Paros, que canta a la seva pàtria destruïda per la guerra. Dins el període preclàssic va florir l'oda com a cançó amorosa, que va dotar a la lírica de l'intimisme que l'acompanyaria en segles posteriors. Els autors més destacats són Safo, Anacreont o Alceu de Mitilene.

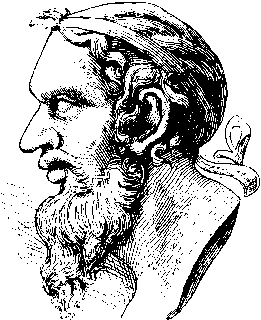
Anacreont

A la Grècia Antiga part de la poesia estava destinada a ser cantada en cor a festivals i concursos, com els versos de Píndar, que lloava els vencedors als Jocs Olímpics inserint descripcions sobre llinatges, pàtries i pregàries als déus.
Ja al període hel·lenístic, Cal·límac va compondre himnes als déus on els retrata com a gairebé humans, lluny de la solemnitat i la màgia homèriques. Aquest model va inspirar les representacions artístiques posteriors, plenes d'escenes domèstiques. Teofrast, per la seva banda, va ser el principal poeta pastoral.

#### Poesia dramàtica
A Grècia van sorgir els dos grans gèneres teatrals: la tragèdia i la comèdia. La primera tractava de temes nobles i passions complexes, mentre que la segona tenia un final feliç, un to més lleuger i predominaven els embolics de trama amorosa. Els tràgics més destacats componien cicles de rerefons mític i llegendari: Èsquil, Sòfocles i Eurípides. El comediògraf de més èxit va ser Aristòfanes i a la segona època (l'anomenada comèdia nova), Menandre.

#### Prosa
Dins la prosa, composta per ser llegida, el gènere per excel·lència va ser la història, amb Heròdot i Tucídides, que se centren en el període de conflicte entre Grècia i Pèrsia. El primer és més imparcial i té una vocació etnogràfica, mentre que el segon dona més importància als discursos i als personatges.
La faula va ser un gènere breu que buscava l'alliçonament moral a través de narracions on els protagonistes sovint eren animals. El principal impulsor va ser Isop, el model del qual va triomfar a Europa durant l'Edat Mitjana (amb els exempla) i a les faules neoclàssiques.
L'oratòria va lligar-se a la democràcia atenenca, on els discursos polítics servien per persuadir els partidaris i ridiculitzar els adversaris. L'orador més brillant fou Demòstenes de Peània, que amb la seva passió va fer carrera malgrat les seves dificultats inicials.

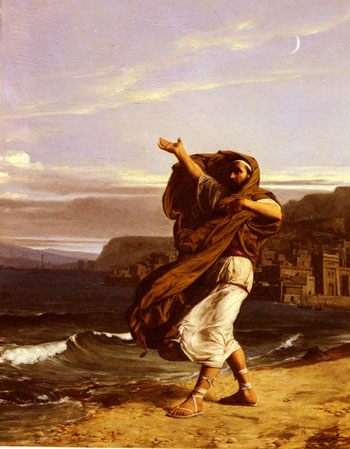
Demòstenes, en una pintura de Jean Lecomte du Nouÿ

Per la influència que va tenir posteriorment cal destacar l'obra de Teofrast, qui va descriure breument, com apunts entre narratius i enciclopèdics, els caràcters més usuals de la literatura. Els seus arquetips es poden rastrejar als personatges de drames i novel·les de tot Europa.
La filosofia també té un caràcter literari, com els diàlegs de Plató, els mites que usa per explicar el seu missatge o els tractats d'Aristòtil, precedents de l'assaig modern. Aquests dos pensadors marquen dos pols oposats, idealisme i realisme, que perduraran en la tradició occidental.

### Literatura llatina
La cultura llatina beu de la literatura grega i el seu art associat. Els romans admiraven el món hel·lènic (per això van declarar-se hereus del seu llegat amb la història d'Enees) i el consideraven un model. Per aquest motiu la literatura llatina, ja des dels seus inicis, imita el cànon grec. Una de les figures que va fer de pont entre les dues civilitzacions va ser Livi Andronic.
Dintre del teatre, destaquen les obres de Terenci i Plaute, sobretot en l'àmbit de la comèdia. Aquests autors van introduir elements costumistes romans a les representacions per ajudar a la identificació del públic amb la història, respectant però l'arquetip grec.
Al camp de la poesia, sobresurten dos autors: Lucreci i Catul. El primer va escriure un llarg poema sobre la natura on recull i explica les tesis d'Epicur que va tenir una gran influència posterior. Catul, per la seva banda, va ser el model líric per excel·lència per als romans. Centrat en l'amor i l'anomenada "poesia nova", va apropar la poesia als seus contemporanis.
Juli Cèsar, Ciceró i Tit Livi són els prosistes més reeixits de la primera etapa, amb les seves cròniques basades en la història contemporània i en l'oratòria. Els seus escrits han estat usats durant segles per ensenyar llatí.

#### La literatura imperial
L'època imperial coincideix amb l'esplendor de la literatura llatina. L'èpica necessitava figures de prestigi, herois a qui el poble pogués admirar, com a la majoria de literatures nacionals. Per això Virgili va intentar igualar la fama d'Homer entre els romans amb els seus poemes.
Horaci, al seu torn, va conrear els grans gèneres poètics, com els epodes, l'oda o l'ègloga, expandint els tòpics grecs d'acord amb la sensibilitat romana. Dins la poesia amorosa destaca l'obra d'Ovidi, amb un veritable catàleg de casos amorosos que van esdevenir clàssics.
En el vessant còmic els autors de més prestigi van ser Lucà i Juvenal, els quals amb la seva sàtira reflectien la realitat llatina sense oblidar el cànon culte antic. Seguint també l'estela antiga, concretament la d'Isop, Fedre va escriure les seves faules.
A la prosa destaquen les aportacions de Sèneca, Tàcit i Suetoni, amb un renovat interès per la història romana.

### Literatura xinesa
La literatura xinesa té una història que remunta a milers d'anys i pren un lloc a part dins de la història universal, a causa del culte xinès abocat a l'escriptura i al caràcter únic dels ideogrames xinesos, que provenen dels ritus endevinatoris i es diferencien radicalment dels sistemes fonètics utilitzats en la majoria de les altres llengües.
Es pot considerar que aquesta literatura va aparèixer quan els caràcters xinesos van deixar la seva vocació original per constituir-se en caràcters utilitzables independentment, segurament abans del 2000 aC. Els primers escrits tenien tanmateix una rigidesa canònica i una vocació filosòfica que de vegades posa problema amb la noció occidental de "literatura". D'altra banda, durant segles, la literatura xinesa va ser no només una reflexió sobre la societat i la vida, sinó que també tenia un fort contingut polític; molts literats eren alts funcionaris o filòsofs que estudiaven i proposaven noves formes de govern.
Des dels arxius oficials dinàstics més antics que es conserven fins al segle xvii, es calcula que s'havien produït a la Xina més texts escrits que a tota la resta del món. La difusió de la tècnica de la impressió xilogràfica durant la dinastia Tang (618-907) i la invenció de la impremta de mòbil per Bi Sheng (990-1051) durant la dinastia Song (960-1279) va permetre una propagació sense precedents del coneixement escrit per tot el país.
La literatura xinesa ha influït de forma extraordinària la literatura de països propers, especialment el Japó i Corea, i algunes obres han esdevingut molt populars arreu del món i es reediten constantment, com per exemple el Dao De Jing o L'Art de la guerra.

### Literatura japonesa
La literatura japonesa conrea alguns gèneres únics fruit de l'aïllament del Japó. Un dels temes principals és justament la sensació de solitud, d'estar a part, que pateix el protagonista. S'hi distingeixen tres períodes: literatura antiga (abans del segle xii), medieval (dels segles XII a XIX aproximadament) i moderna (l'edat contemporània).
La literatura antiga està fortament influenciada per la Xina i la seva cultura, ja que d'allà es va importar el sistema d'escriptura. Destaca la poesia com a gènere més conreat (incloent els haiku). Els escriptors acostumen a ser nobles de la cort de l'emperador, cosa que influeix en la temàtica, plena d'intrigues amoroses i faules per a l'entreteniment. L'estil era molt alambicat i emotiu.
La literatura japonesa medieval es relaciona amb l'auge del budisme al país. Els protagonistes viuen com monjos, peregrinant buscant el sentit de la vida. En aquesta època tenen lloc moltes guerres i sorgeix la figura del samurai, un guerrer honorable amb una filosofia pròpia que impregna molta part de la narrativa. En aquest període sorgeix també el teatre Noh.
La literatura contemporània es basa sobretot en la novel·la. Els herois acostumen a reflectir la filosofia zen. Nous gèneres veuen la llum, destaca el manga entre tots per la difusió mundial que ha tingut.

## Literatura medieval

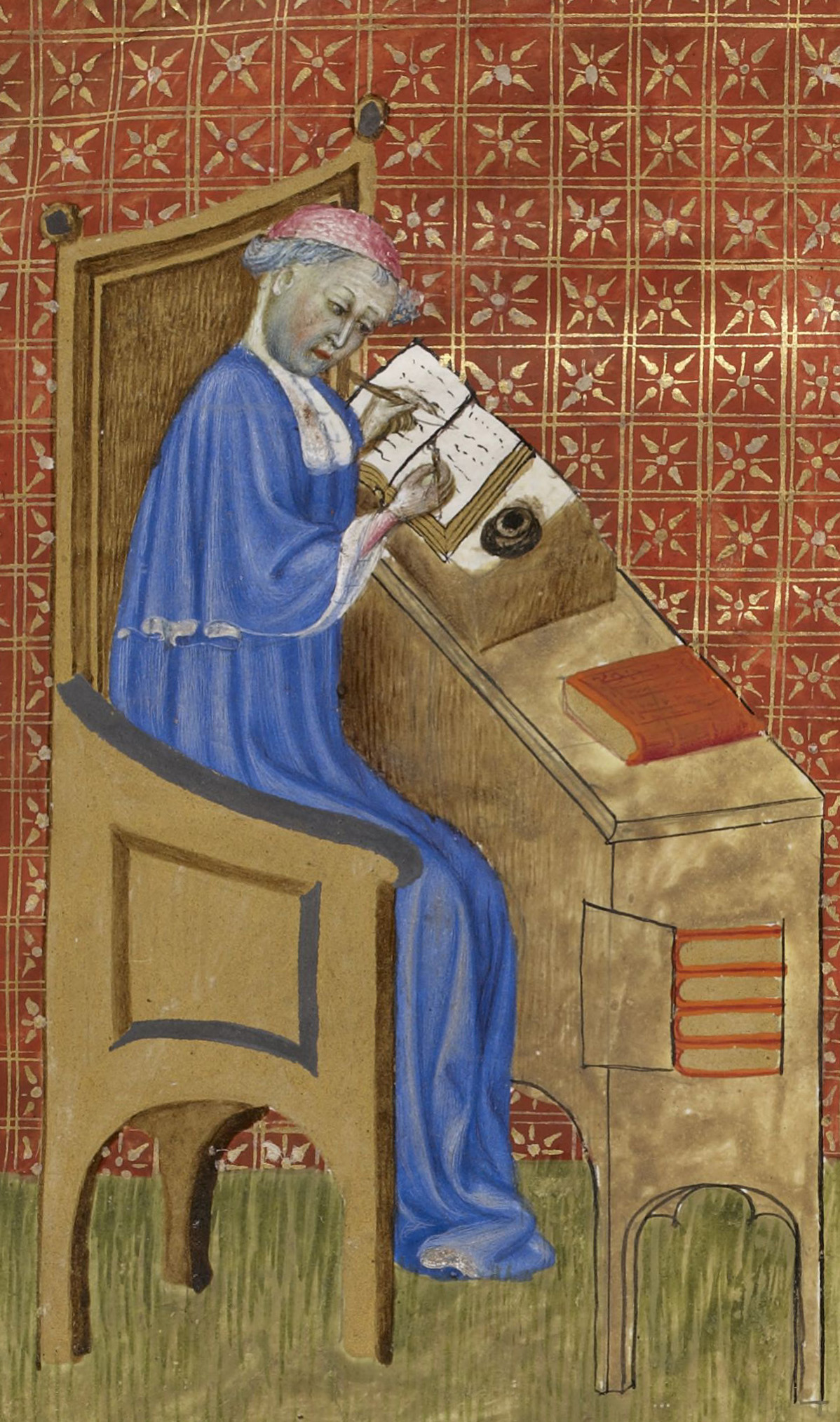
Copista medieval

La literatura medieval és un ampli període literari que inclou totes les obres literàries escrites a Europa i arreu durant l'edat mitjana. Abraça aproximadament el miler d'anys que van de la caiguda de l'Imperi Romà l'any 476 fins a l'inici del Renaixement italià (a finals del segle xv) La literatura d'aquesta època es compon de textos religiosos i laics. Igualment com en la literatura moderna, ofereix un ampli camp d'estudi, en un espectre que va del sagrat més seriós al profà més exuberant, i tot el que queda entremig. Atesa aquesta amplitud de temps i espai en l'objecte d'estudi, normalment no resulta fàcil parlar de literatura medieval en termes general sense caure en simplificacions exagerades i, per aquest motiu, se sol caracteritzar pel lloc d'origen, per la llengua o pel gènere.
La literatura de l'edat mitjana és, en primer lloc, la de l'elit feudal i en reflecteix els ideals: pietat, fidelitat i valor. En aquell temps, el sistema feudal estructura la societat i això es veu en la literatura: abunden les escenes de guerres, la fe cristiana hi és omnipresent. Tanmateix, a partir de finals del segle xii, els burgesos aconsegueixen, gràcies a l'impuls de la manufactura, privilegis econòmics i jurídiques que poden competir amb els poders senyorials. Aleshores apareixen noves formes, més satíriques o més líriques, com la poesia dels segles xiv i xv, hereva de la poesia cortès.
La majoria d'autors d'aquest període resten desconeguts. L'anonimat no es deu només a la manca de documents disponibles, també es deu al concepte del paper de l'autor, totalment diferent de la noció d'avui dia (hereva del romanticisme). Els autors medievals fan referència contínuament a la literatura antiga i als Pares de l'Església, i mostren una tendència a donar forma o embellir històries conegudes més que no pas a inventar-ne de noves. Fins i tot quan n'inventen, solen adjudicar l'obra a tercers il·lustres o imaginaris. Així és que es desconeix el nom dels autors d'obres cabdals de l'edat mitjana. El nom de l'autor només comença a interessar a partir del segle xii.
Al segle xiii comença un afany notable per la lectura, a la que podem anomenar "burgesa", constituïda per jutges, notaris o clergues, i fins i tot artesans, comptables o mercaders. Alguns d'aquests llibres són copiats pels mateixos usuaris en escriptura cursiva. També hem d'afegir les pastorals dels ordes mendicants (franciscans, dominicans, etc.) que divulguen el llibre de devoció privada: les pregàries o les vides de sants. La lectura, doncs, es converteix en un fet privat.
Una característica generalitzada en tota l'edat mitjana és l'al·lusió constant a l'auctoritas. Quan l'autor escriu, recorda i reprèn allò que un altre ha dit abans, per tant, els medievals fan servir molt la citació, una tècnica argumentativa, però, a la vegada també és un estadi de textualitat, ja que s'incorpora al relat una altra veu.
Majoritàriament, els textos conservats queden lluny de la versió original de l'obra, ja que es tracta o bé de la transcripció dels texts declamats o cantats, o bé de la còpia de textos ja transcrits. En el transcurs de la difusió oral d'una obra, la "fidelitat" a l'autor, sovint anònim, esdevé aleatòria. Per altra part, els copistes dels monestirs es permeten modificacions allà on els sembla pertinent. Un cop creats, els textos romanen oberts: cada nou contista o copista n'esdevé coautor en modificar-lo segons el seu propi gust o les modes de l'època.
La literatura medieval gaudia de mala reputació en els segles xvi i xvii. En el Renaixement, per exemple, era vista com a "tenebrosa", "obscurantista", "bàrbara", etc. En el segle xix, els romàntics la redescobreixen i n'aprecien el valor. Avui dia continua llegint-se i interpretant-se. Els mites que va crear aquesta literatura continuen funcionant com a font d'inspiració (per exemple el de Tristany i Isolda, fundador de la concepció de l'amor occidental).
A Europa neixen les literatures en llengües vernacles i nous gèneres, com els petits romans que donaran peu a la moderna novel·la o la literatura de propaganda cristiana. Els trobadors i els joglars substitueixen els antic rapsodes en la recitació oral per pobles i corts. La cultura es lliga als monestirs i continua estant escrita en llatí.
Alhora, la literatura àrab vehiculada per l'islam fa de pont entre Occident i Orient, on destaca la literatura persa amb Omar Khayyam. També és el període d'esplendor Heian al Japó o de l'apogeu de la lírica xinesa. A Amèrica, per la seua banda, la civilització maia codifica els seus poemes mitològics en jeroglífics, molts dels quals es van perdre en segles posteriors.

### Literatura àrab

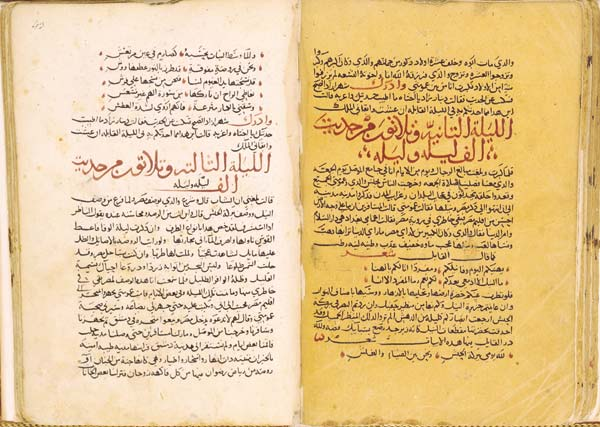
Exemplar d'un dels manuscrits més antics de Les mil i una nits (segle XIV)

La literatura àrab (en àrab الأدب العربي, al-adab al-ʿarabī) és el conjunt de textos literaris escrits en llengua àrab; no és habitual, per tant, incloure les obres que estan escrites usant l'alfabet àrab però no l'idioma, com és el cas de la literatura persa i de la literatura en llengua urdú. La paraula àrab usada per a literatura és àdab (أدب), que deriva d'un verb, àduba, que significa "ser ben educat, cortès, civilitzat".
La literatura àrab va emergir al segle vi i de dates anteriors només se'n conserven alguns fragments. L'Alcorà (escrit de manera definitiva entre 644-655) és la principal font literària de la cultura àrab i de la seva literatura. La tradició explica que el califa Alí ibn Abi-Tàlib, després de llegir un Alcorà amb errors, va instar Abu-l-Àswad ad-Dualí a escriure una obra en la qual es codifiqués la gramàtica de l'àrab. Al-Khalil ibn Àhmad, més endavant, escriuria Kitab al-ayn, el primer diccionari d'àrab, juntament amb obres sobre prosòdia i música, i el seu deixeble, Sibawayh, produiria l'obra més respectada de gramàtica àrab, coneguda simplement com Al-kitab, El llibre.
A les darreries del segle vii, el califa Abd-al-Màlik ibn Marwan va fer de l'àrab la llengua oficial de l'administració del nou imperi; arran d'això, la literatura va desenclavar-se de la Península Aràbiga i es va desenvolupar per totes les terres on s'estenia l'islam, on l'àrab va esdevenir llengua de prestigi. Es va obrir així l'ampli camp de la literatura àrab clàssica, que va gaudir d'una gran profusió de gèneres i autors.
La literatura clàssica en àrab va ser essencialment una literatura religiosa i erudita. Encara més que en el cristianisme occidental, el llibre sagrat, l'Alcorà, va emergir com l'epítom de la bellesa de la llengua. Com a tal, és l'obra més notable i més venerada d'aquesta literatura.

#### L'Alcorà

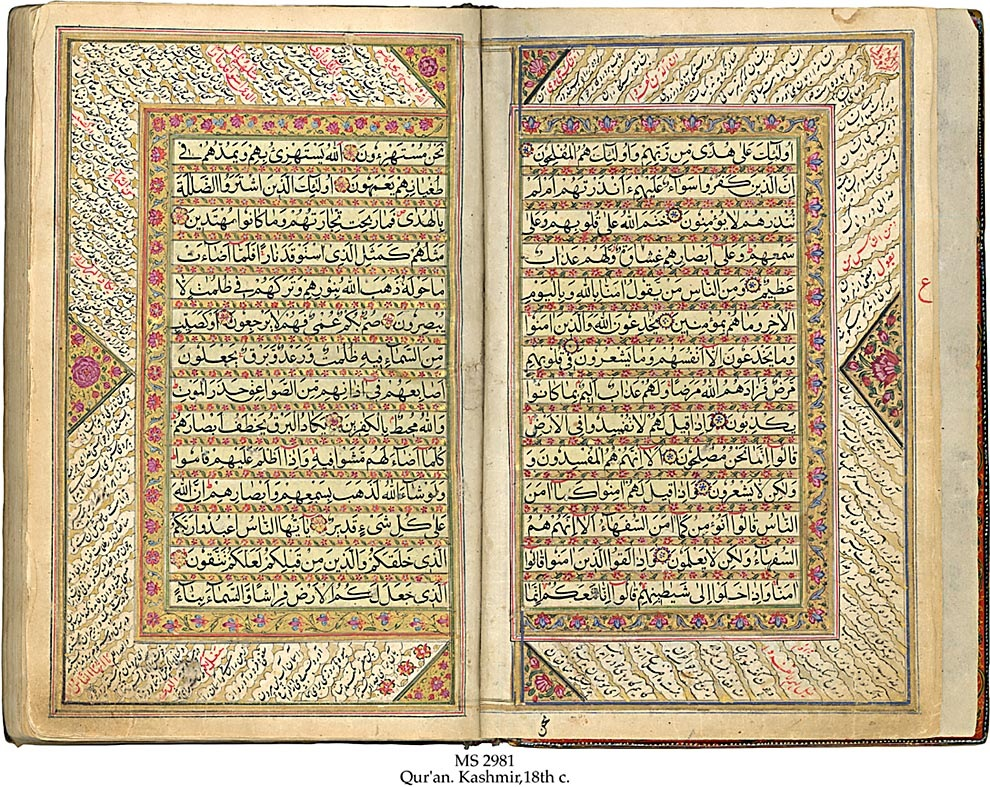
Manuscrit de l'Alcorà del segle XVIII

L'Alcorà va tenir una influència capital pel que fa a la llengua: l'àrab alcorànic és considerat com l'àrab clàssic i, encara que l'àrab modern se n'hagi allunyat lleugerament, segueix sent considerat el model lingüístic per antonomàsia. A més, és la font de moltes idees, al·lusions i cites i el seu missatge moral va conformar moltes obres ulteriors.
El llibre sagrat no solament és la primera obra amb una extensió significativa on s'utilitza l'àrab, sinó que també suposa un enriquiment estructural respecte les primitives mostres de literatura en aquesta llengua. Les seves 114 sures o capítols, compostes de 6236 aleies o versicles, contenen doctrina jurídica, narracions, homilies, paràboles, interpel·lacions directes a Déu, instruccions i fins i tot comentaris sobre com ha de ser interpretat i llegit el mateix text. Aquest, paradoxalment, és admirat tant per les seves metàfores com per la seva claredat, un tret que és esmentat explícitament al passatge 16:103.
Encara que conté parts en prosa i en vers, i fins i tot s'aproxima a vegades a la prosa rimada o saj, l'Alcorà és considerat al marge d'aquestes classificacions, ja que es considera que el seu text és una revelació divina, essent vist per la majoria de musulmans com etern o increat. D'aquesta percepció en deriva la doctrina de l'ijaz o de la inimitabilitat de l'Alcorà, cosa que implica que ningú pot copiar l'estil de l'obra ni tampoc intentar-ho.

#### Els estudis religiosos

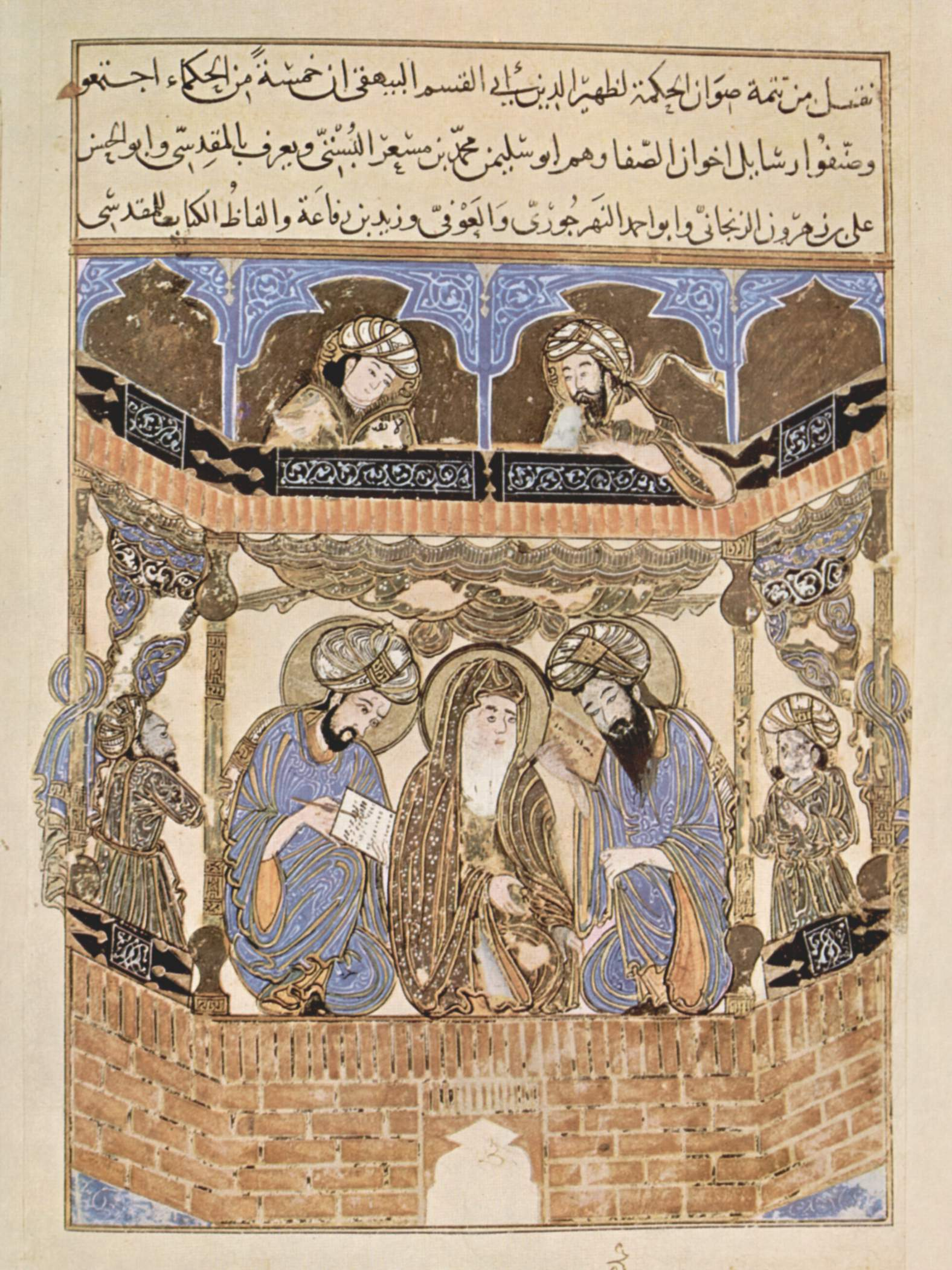
Manuscrit àrab del extret de les Epístoles dels Germans de la Puresa.

Els hadits o relats sobre el que el profeta Muhàmmad va dir o va fer, constitueixen una altra font literària important: la investigació sobre la vida del Profeta per tal de determinar la legitimitat dels diversos escrits va ser una de les primeres motivacions importants per aprofundir la llengua. Els hadits que es van considerar com a genuïns van ser compilats en col·leccions anomenades Sahihs i les més respectades són les de Múslim ibn al-Hajjaj i Muhàmmad ibn Ismaïl al-Bukharí, conegudes com a Sahih Múslim i Sahih Bukharí. Aquestes recerques també va propiciar la compilació de poesia preislàmica, atès que alguns poetes contemporanis del Profeta, com Labid, il·lustren amb els seus escrits l'època en què va tenir lloc la Revelació alcorànica.
La figura de Muhàmmad també va inspirar les primeres biografies àrabs, conegudes com a As-sira an-nabawiyya; la primera va ser la de Wahb ibn al-Munàbbih, però Muhàmmad ibn Ishaq va escriure la més coneguda. Aquestes obres, alhora que cobrien la vida del Profeta, també narraven les batalles i esdeveniments de l'islam primitiu i realitzaven nombroses digressions sobre antigues tradicions bíbliques.
Un altre gènere important sorgit dels estudis alcorànics és el tafsir o exegesi alcorànica, però els escrits relacionats amb la religió també inclouen molts sermons i peces devocionals. Entre les col·leccions cèlebres cal destacar Nahj al-balagha (El camí de l'eloqüència), recull de dissertacions, missives, testimonis i sentències atribuïdes al califa Alí ibn Abi-Tàlib, reunits en una mateixa obra al segle x.
Les institucions creades originàriament per tal d'aprofundir la religió van ser de gran importància també en l'estudi de molts altres temes. El califa Hixam ibn Abd-al-Màlik (691-743) va afavorir la literatura en donar instruccions als estudiosos perquè traduïssin diferents obres a l'àrab. La primera va ser, probablement, la correspondència d'Aristòtil amb Alexandre el Gran, traduïda per Salm Abu-l-Alà. De l'Extrem Orient, i en un gènere literari molt diferent, Abd-Al·lah ibn al-Muqaffa va traduir les rondalles d'animals del Panchatantra. Va ser a partir d'aquestes traduccions a l'àrab que les obres originals, especialment les de la literatura de l'antiga Grècia, van ser redescobertes a Europa durant l'edat mitjana. El califa Al-Mamun (787-833) va fer construir la Bayt al-Hikma o Casa de la Saviesa, a Bagdad, per a la investigació i l'elaboració de traduccions. Bàssora i Kufa també es van convertir en dos altres focus d'intel·lectualitat entre els quals va existir una forta rivalitat.

## Literatura moderna
El nom de literatura moderna no se sol aplicar a la literatura de l'edat moderna, sinó a la literatura contemporània. En canvi, les etiquetes utilitzades per designar les dues grans transformacions culturals de l'edat moderna a Europa: el Renaixement dels segles XV i XVI i la Il·lustració del segle xviii, s'apliquen extensivament per a la literatura. Igualment, algunes de les etiquetes encunyades originàriament per als estils artístics, de forma destacada el barroc per al segle xvii i la primera meitat del segle xviii, i el neoclassicisme, identificat amb la Il·lustració (o més aviat amb la segona meitat del segle xviii); també s'han estès a la producció literària. Menys fortuna han tingut unes altres, com el manierisme, que cobreix la segona meitat del segle xvi i el començament del segle xvii (i que implicaria incloure en ell autors de la talla de Cervantes o Shakespeare); o el rococó, que cobreix la primera meitat del segle xviii.

### Literatura renaixentista
La impremta ja era coneguda a la Xina des de feia segles, però arriba a Occident amb el Renaixement. Aquest fet, unit al racionalisme i el creixement de les ciutats, multipliquen el públic lector, que veu en l'ideal de l'humanisme una època daurada per a la cultura. Es tornen a recuperar grans obres gregues i llatines i continua el desenvolupament de les literatures nacionals. La novel·la com a tal sorgeix en aquesta època. S'impulsa de nou el teatre, que diversifica els motius i estils. La literatura moderna comprèn la literatura renaixentista i barroca i acaba en la literatura del segle XVIII.
Durant aquest període es produïren també un conjunt de canvis fonamentals. L'aparició de la impremta va donar una capacitat de difusió insospitada de les obres literàries, es podien difondre per escrit obres de tota classe i no sols religioses i edificants. Això va propiciar el naixement de nous gèneres (com la novel·la) o formes (com el sonet) i l'auge de les llengües vernacles, considerades ara també un vehicle possible de cultura accessible a l'emergent burgesia i també a la classe més lectora, la noblesa, que no entenia sempre ja el llatí. Les reformes religioses que s'iniciaren amb Erasme de Rotterdam i Luter, culminaren amb la Contrareforma catòlica. Els descobriments geogràfics que permeteren eixamplar el món conegut. La formulació del sistema heliocèntric per part de Copèrnic.
La renovació general en el coneixement que va començar a Europa després del descobriment del Nou Món el 1492 va portar una nova concepció de la ciència i la recerca i formes diferents de fer art. Va sorgir en aquells dies una forma literària que després desembocaria en la novel·la, que va cobrar renom als segles posteriors. Una de les més conegudes d'aquesta primera època és la Utopia de Tomàs Moro. Les obres dramàtiques d'entreteniment (oposades al propòsit moralitzador) van tornar a l'escenari. William Shakespeare és el dramaturg més notable, però va haver-hi molts més, com Christopher Marlowe, Molière i Ben Jonson.
Del segle xvi al XVIII els executants de la Commedia dell'arte improvisaven als carrers d'Itàlia i de França, però algunes de les obres van ser escrites. Tant les obres improvisades com les escrites amb base en un esquema van tenir influència sobre la literatura de l'època, particularment sobre el treball de Molière. Shakespeare i Roberto Armin, que van reprendre els bufons i jugadors per crear noves comèdies. Tots els papers, fins i tot els femenins, eren representats per homes, això canviaria primer a França i després a Anglaterra també, cap a finals del segle xvii.
La primera part del poema èpic isabelí La reina de les fades d'Edmund Spenser va ser publicada el 1590, i completa el 1597. Aquesta obra va marcar una transició en la qual la «novetat» entra en la narrativa, en el sentit de bolcades argumentals. Les formes de teatre conegudes en el temps de Spencer s'incorporen en el poema de forma no tradicional i li donen la volta a la propaganda política al servei de la reina Elisabet I.
El Quixot de Miguel de Cervantes ha estat anomenat «la primera novel·la» (o la primera de les novel·les europees modernes). Va ser publicada en dues parts, la primera el 1605 i la segona el 1615. Pot ser vista com una paròdia de les novel·les cavalleresques, en la qual la diversió prové d'una nova forma de tractar les llegendes heroiques populars.

### Literatura barroca
A diferència del Renaixement, el Barroc es caracteritza per la idea del desengany i pel pessimisme. Les temàtiques freqüents en aquesta literatura són la vida com a lluita, somni o mentida i la fugacitat dels fets humans, plasmades en un estil suntuós i recarregat. La literatura barroca fa ús desmesurat de l'adjectivació, l'hipèrbaton, l'el·lipsi, la metàfora, la perífrasi, l'antítesi i les al·lusions mitològiques.
La literatura barroca va tenir diferents maneres de manifestar-se, l'Eufuisme dels poetes anglesos, el Preciosisme a França, el Marinisme a Itàlia, la Primera i Segona escola de Silèsia a Alemanya i el Conceptisme i Culteranisme a Espanya. Entre els escriptors barrocs estan, en espanyol Luis de Góngora, Francisco de Quevedo, Sor Juana, Bernardo de Balbuena; en català Francesc Fontanella, Francesc Vicenç Garcia, Josep Romaguera; en portuguès António Vieira, Gregório de Matos, Francisco Rodrigues Lobo; en anglès els poetes metafísics: John Donne, George Herbert, Andrew Marvell, Henry Vaughan i en alemany Andreas Gryphius i Angelus Silesius.
El barroc coincideix amb el segle d'or espanyol. Dominen els temes amorosos, de l'honor, els religiosos (amb la Contrareforma en marxa) i la sàtira. En poesia la polèmica entre conceptisme i culteranisme alterna amb el descobriment de noves formes estròfiques i la continuació del sonet renaixentista. La novel·la viu una època de màxima esplendor, amb les obres de Cervantes i gran quantitat de subgèneres (on destaca la novel·la picaresca). Al teatre predominen les comèdies i els "autos sacramentals" o dramatitzacions de passatges bíblics. Pedro Calderón de la Barca barreja les normes de la comèdia amb els temes greus i fa evolucionar la tragèdia hispànica.
El barroc anglès s'anomena període jacobí. Hi regna William Shakespeare, amb la seva revolució teatral. La poesia s'endinsa amb la metafísica, amb autors com John Donne, que reflecteix el clima de debat religiós i polític que es vivia a les illes britàniques. La novel·la segueix les petjades humorístiques continentals, amb Tristram Shandy com a major exponent. El barroc francès només fou un curt període de transició, representat en la producció de Du Bartas, Agrippa d'Aubigné i les primeres obres de Corneille. El gust clàssic del renaixement continua imperant a l'època, reforçat per la Il·lustració que seguirà. Els temes, com el somni o la inconstància de la vida, sí que són propis del pessimisme barroc. La literatura Alemanya barroca trobà la seva millor expressió en l'obra d'Andreas Gryphius, considerat el creador del teatre alemany. En novel·la, destaca Hans Jakob Christoffel von Grimmelshausen, amb una obra picaresca i satírica. A Itàlia el corrent més destacat de l'època és el marinisme, corrent poètic marcat per l'exageració i l'ús constant de l'antítesi. Els autors més destacats són Giovan Battista Marino (que dona nom al moviment), Claudio Achillini, Pietro Francesco Orsini i Ludovico Aprosio (aquest darrer en el vessant teòric).

### Literatura il·lustrada o neoclàssica
Període de la literatura «il·lustrada» els anys que van de 1689, en què es publica l’Assaig sobre l'enteniment humà de John Locke i 1785, en què es publiquen Les desventures del jove Werther de Goethe. En aquest lapse neix a França un gran esforç intel·lectual: L'Encyclopédie. A més, es van publicar en aquells dies Emili de Jean-Jacques Rousseau; Càndid o l'optimisme de Voltaire; Els viatges de Gulliver de Jonathan Swift; Cartes perses de Montesquieu; i Cartes marroquines de José Cadalso. Les obres literàries van ser de diversos tipus: col·lectives, civils i morals, didàctiques, etc., però en general van tenir els següents trets:
- Predomini de la raó per sobre de l'emoció i la imaginació d'un nou començament.
- El laïcisme.
- La promoció de la tolerància, la igualtat i la llibertat.
- El qüestionament del poder polític.

## Literatura contemporània
Els estils literaris canvien cada cop amb més velocitat a Occident, guiats per una alternança en el seguiment a la norma, a la raó i a la bellesa formal d'una banda i el triomf del sentiment i de l'experimentació per l'altra. Així, el Realisme, el Noucentisme català o la poesia pura serien exemples de moviments del primer tipus, mentre que el Romanticisme o el surrealisme serien estils corresponents al tipus passional. Es multipliquen els gèneres i subgèneres, amb híbrids i paròdies (sobretot a la literatura del segle XX).
A Àfrica i Amèrica sorgeix la literatura colonial, que barreja els temes propis de la regió amb models europeus i la preocupació per definir la pròpia identitat. Després d'assolir la independència, s'accentuen les diferències nacionals i es recupera la literatura popular que s'havia transmès oralment.

### Literatura realista
La literatura realista és un corrent literari de la literatura del segle XIX, concretament de la segona meitat. El Realisme és una concepció que intenta plasmar en l'art com és la vida, la realitat, i com a tal es dona en molts moments de la història, cosa que cal distingir del període literari.
Les característiques principals són el detallisme en les descripcions, l'ús de frases llargues i una adjectivació rica, l'adequació del registre de llengua a cada personatge la intromissió del narrador en la ficció, la recerca de la versemblança i una pretesa objectivitat i l'atenció als temes d'interès de la burgesia. El gènere predominant és la novel·la. Una evolució del realisme va portar al Naturalisme.
Alguns autors realistes importants són Narcís Oller, Àngel Guimerà, Benito Pérez Galdós, Stendhal, Gustave Flaubert, Honoré de Balzac, Charles Dickens i Fiódor Dostoievski.
El realisme intenta reflectir la realitat tal qual és, com si es posés un mirall al camí per plasmar allò que apareix sobre el paper, tal com va comparar Stendhal. En aquest sentit s'oposa al romanticisme precedent, amb el seu gust per un passat llunyà i exòtic i uns personatges idealitzats. El realisme ambienta les obres en la contemporaneïtat o en un passat pròxim i conegut, amb localitzacions conegudes i un desig de retratar totes les classes socials però atenent als gustos del públic de la burgesia, consumidora preferent dels contes i novel·les del segle xix. La documentació i l'observació atenta per part de l'autor permet desplegar un retrat fidel, detallat en les descripcions, que presta atenció als tipus, als costums i vicis socials i a les motivacions que fan que el món funcioni d'una manera i no d'una altra. La versemblança de les trames adquireix doncs la màxima importància.
Com a moviment literari neix a França i posteriorment s'exporta a tot el món occidental, amb variants nacionals que accentuen o mitiguen els trets bàsics de l'estil. Els personatges no són herois sinó gent corrent enfrontada a dilemes morals i a passions que la societat intenta apaivagar o dificultar i que es mouen a parts igual pels sentiments que per l'ambició o el càlcul econòmic, ja que el pes dels diners, la hipocresia per un costat i la família i l'amor per l'altre és vist com el motor de l'actuació dels personatges, de qui interessa sobretot la motivació o la psicologia que les accions que acaben realitzant, resultat de les primeres o dels obstacles de la societat a assolir els seus objectius. Per això s'usa freqüentment el monòleg interior, l'estil indirecte lliure o tècniques del narrador omniscient per poder penetrar en l'interior dels personatges. Aquests personatges es mouen en un entorn urbà o rural però no bucòlic, on abunden els objectes que detallen la seva adscripció a un grup social concret i els seus gustos.

### Literatura noucentista

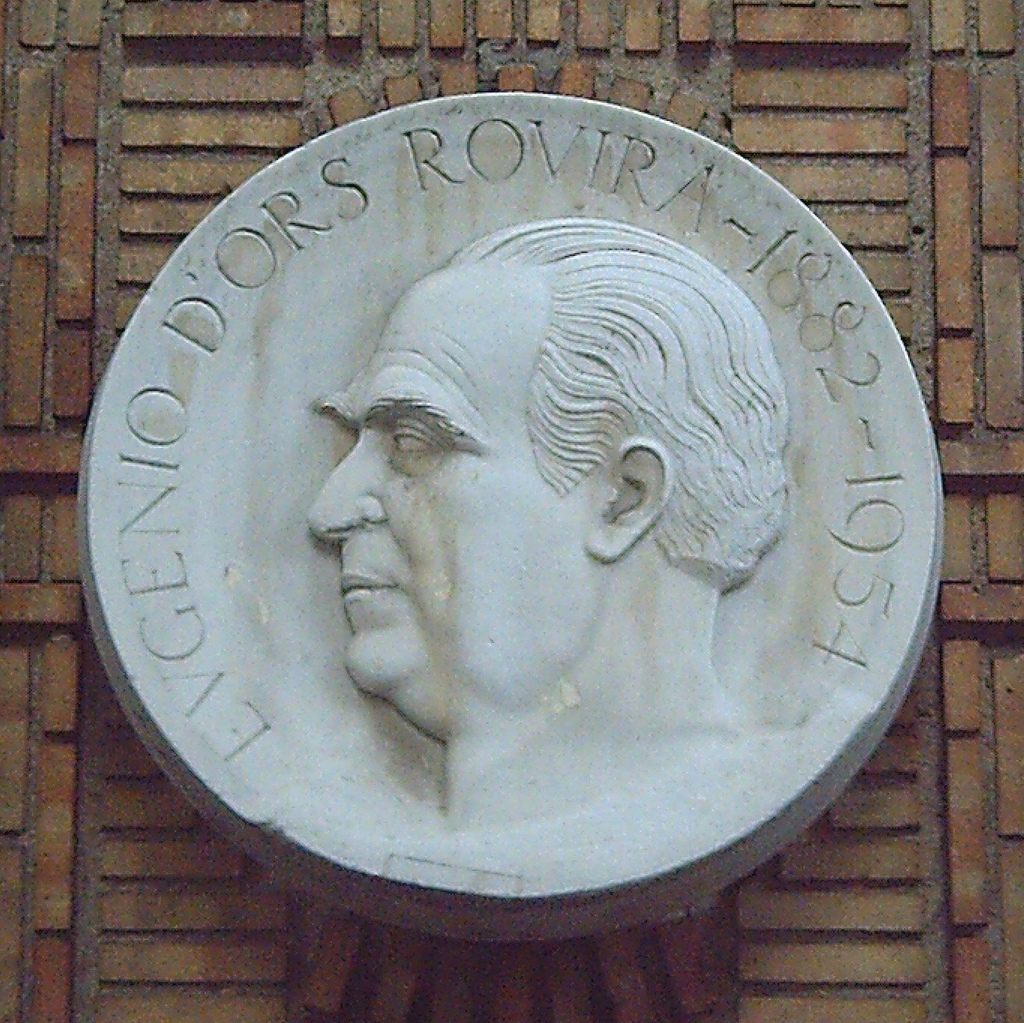
Medalló amb l'efígie d'Eugeni d'Ors, per Frederic Marès. Detall del monument a l'escriptor al Paseo del Prado de Madrid (1963).

El noucentisme va ser un moviment cultural i ideològic molt present a la Catalunya dels primers trenta anys del segle xx. El seu programa modernitzador i catalanista el reflectien la literatura i l'art del moment, però també va influir en el desenvolupament científic i econòmic de principis de segle. Es va caracteritzar per la voluntat de renovació dels intel·lectuals i artistes del nou segle, sovint en contraposició als del segle anterior. Es considera ja iniciat formalment a partir del 1906 quan Eugeni d'Ors va publicar una sèrie de definicions diàries sota el títol de "Glosari" dins de La Veu de Catalunya, les quals tingueren un gran impacte social. Aquests articles dibuixaven el marc del nou pensament polític i els nous gustos estètics de les noves generacions, les pròpies del segle XX acabat d'iniciar. També un llibre seu, La Ben Plantada (1911), influiria tota la seva generació.
Va viure la seva plenitud durant els anys 10 i part dels 20, quan les institucions catalanes de l'època van fomentar-lo a través de les diverses inversions i polítiques culturals que es feien des de les Diputacions, la Mancomunitat de Catalunya i els ajuntaments. El 1911 Prat de la Riba va nomenar Eugeni d'Ors secretari general de l'IEC, la principal institució de totes les que van practicar el noucentisme, d'es d'on va teixir una xarxa de científics, professionals i intel·lectuals. Una de les característiques del moviment era un gran afecte per l'actitud cívica vers la cultura, el catalanisme, i a més tenia la voluntat de contemporitzar amb les actituds i moviments europeus, sense oblidar que ells es trobaven en el context mediterrani. A més, el procés de conscienciació com a col·lectiu va afavorir que es deixés de pensar en Catalunya com una simple regió espanyola per passar a considerar-la com una nació per ella mateixa, idea que fou argumentada pel mateix Prat de la Riba a La nacionalitat catalana. El 1924, ja vigent la dictadura que va foragitar el catalanisme de les institucions públiques, Josep Pla va definir el noucentisme com un moviment d'idees que havia aconseguit una sèrie de realitzacions que havien donat vida i prestigi a la cultura catalana.
Almenys en els seus inicis, es tractava, doncs, d'un moviment molt lligat a la política. Els noucentistes acostumaven a ser personatges de la burgesia i professionals de la classe mitjana. Això explica, en part, el gust per l'ordre i el seny. El nom prové del referent directe del Quattrocento (1400) i Cinquecento (1500) italians (Noucentisme per 1900). D'Ors va dir que noucentista era un adjectiu cronològic, però també va ressaltar que "nou" era l'adjectiu contrari a "vell". De fet el noucentisme es plantejava sovint com una alternativa al modernisme.

### Literatura romàntica
La literatura romàntica, part d'un moviment més gran de la història de les idees que abasta tan diverses disciplines de les arts com tota una nova visió del món i una filosofia, anomenat Romanticisme és la que es va donar a Europa, des de les darreres dècades del segle xviii fins al segle xix. Existeix un punt comú en totes les variants del romanticisme, i és que la imaginació individual n'és l'autoritat crítica, i aquesta nova llibertat permet als autors del moment l'exploració d'un ampli ventall de sentiments i sensacions, des dels passionals fins als d'angoixa profunda, dins o més enllà de les formes establertes. Un dels seus trets més característics, doncs, és el predomini del sentiment trepidant i de la passió sobre la raó, cosa que es veu en l'exaltació de la 
individualitat, la narració d'amors impossibles i malenconiosos o la identificació de l'ànima amb el paisatge salvatge i desordenat, alhora que s'obre la porta a noves convencions i gèneres com ara el terror i formes d'entendre l'existència humana. Una altra característica és la recerca de l'originalitat, el geni creador, l'admiració per l'artista que trenca amb les convencions de la burgesia i dona veu als herois, als artistes, o als individus rebels i marginals, les 
vides i desitjos dels quals estan invariablement predisposats a xocar frontalment amb els d'aquells que els envolten, i solen estar abocats a la tragèdia. Els escriptors rebutgen la realitat que els envolta i per això sovint ambienten les seves obres en països orientals (orientalisme), exòtics o en el passat, sobretot a l'edat mitjana, de la qual n'ofereixen una visió enaltida.

### Literatura modernista
La literatura modernista o el Modernisme literari és un moviment que es donà a Catalunya a la darrera dècada del segle xix i durant la primera del xx. Rep el nom d'Art nouveau a altres països. Segons uns autors és una evolució del simbolisme francès, segons d'altres és un estil hispanoamericà de finals del segle xix. Les seves característiques principals són l'afany per la musicalitat, la presència de la natura i d'al·lusions als sentits, i la recerca de la bellesa perfecta, sobretot a nivell formal, per fugir d'una realitat hostil. L'artista es considera un bohemi que viu la veritable existència, la del plaer i la bellesa, lluny de les obligacions quotidianes. A Catalunya, el Modernisme té un significat especial, perquè adquireix una dimensió reformadora i revolucionària. No es tracta sols de modernitzar, sinó també de contraposar-se a una societat immobilista i antiquada. D'aquesta manera, el Modernisme es converteix en una eina transformadora i s'insereix en una realitat social. L'objectiu principal era situar la cultura catalana a nivell europeu. També, presentava una reacció contrària a l'estètica i els plantejaments de la Renaixença. El Modernisme s'explica, en part, per la situació de canvi de la societat catalana de l'últim quart del segle xix. La industrialització havia generat una burgesia econòmicament forta i ideològicament conservadora. Alguns membres d'aquesta classe social, fills de la generació anterior, s'inclinaren cap als oficis artístics i literaris, com una manifestació més de la modernització que els impulsava i oposant-se a la voluntat paterna. La tria de l'art com un ofici comportà presentar-lo com una activitat digna i fruit d'una vocació: es contraposava el materialisme burgès amb l'idealisme de l'artista, que concebia l'art com una necessitat íntima, sense pensar en la compensació econòmica. Per tant, el Modernisme proposà una nova relació entre l'artista i la societat. Entre les diverses tendències estètiques hi ha el regeneracionisme (l'art com a eina per transformar la realitat) i l'esteticisme (l'art és el refugi de l'artista). Els artistes regeneracionistes, també anomenats naturalistes, miraven de presentar la realitat tal com era per provocar una transformació. S'enfrontaven a la problemàtica social, sia de manera col·lectiva o individual.

### Literatura avantguardista
La literatura avantguardista engloba totes aquelles obres escrites al final del segle xix i principis de segle XX que volen canviar l'estil imperant fins aleshores. No és un moviment sinó un conjunt de moviments que tenen en comú les ànsies de modernitat i el desig de renovació i experimentació formal. Aquesta literatura participa de la fascinació pel progrés i les màquines que influirà també a l'art abstracte.